# فرناندو بيريز (كاهن كاثوليكي)
فرناندو بيريز (بالفرنسية: Fernando Pérez Calvillo)‏ (و. القرن 14 – 1404 م) هو كاهن كاثوليكي إسباني، ولد في تاراثونا، توفي في تاراثونا.

## مناصب
تولى منصب كاردينال
- أسقف طرسونة  [لغات أخرى]‏
- Bishop of Vic  [لغات أخرى]‏

.

## التعليم
تعلم في جامعة بولونيا
.